# ESIEE Paris
ESIEE Paris — крупная инженерная школа, расположенная в Марн-ла-Валле. Школа была создана в 1904 году под названием École Breguet.
ESIEE Paris предлагает своим студентам общее инженерное образование с целью дать им возможность проектировать, производить и контролировать сложные промышленные системы, соблюдая при этом строгие экономические ограничения и сталкиваясь с международной средой. С этой целью школа обеспечивает передовую научно-техническую подготовку, которая часто обновляется в соответствии с изменениями в передовых технологиях и дополняется связью с преподаванием языков, общей культурой, экономикой и гуманитарными науками.

## Знаменитые выпускники
- Перро, Доминик, французский архитектор, архитектуру которого иногда называют эко-тек